# Russula nobilis
Russula nobilis, sin. Russula mairei, denumită în popor vinețică nobilă, este o  specie de ciuperci otrăvitoare a încrengăturii Basidiomycota, din familia Russulaceae și genul Russula care coabitează, fiind un simbiont micoriza (formează micorize pe rădăcinile arborilor). Ea se poate găsi în România, Basarabia și Bucovina de Nord, crescând solitară sau în grupuri mai mici, pe sol uscat, preferat calcaros, în păduri de foioase și mixte, in primul rând sub fagi, (niciodată sub conifere), de la câmpie la munte, din iulie până în octombrie.

## Taxonomie

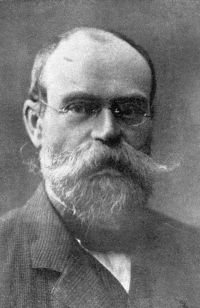
J. Velenovský

Pentru multe decenii, această ciupercă n-a fost identificata diferită de vinețica focului respectiv declarată numai variație a ei.
Ciuperca a fost descrisă pentru prima oară ca specie proprie de către micologul ceh Josef Velenovský (1858-1949) în volumul 1 al lucrării sale České Houby ca Russula nobilis de abia în anul 1920.
Apoi, în 1927, compatriotul lui Velenovský, micologul Václav Melzer (1878-1968), i-a dat  denumirea Russula fageticola , iar micologul american Cyrus Longworth Lundell (1907-1994) a aprobat-o în 1956.
În anul 1929, Rolf Singer (1906-1994), una dintre cele mai influente și productive personalități în micologia secolului al 20-lea, a denumit această ciupercă Russula mairei în onoarea botanistului și micologului francez René Maire (1878-1949), nume binomial până la sfârșitul secolului al XX-lea. Atunci s-a preluat din nou denumirea Russula nobilis a lui Velenovský, actuală până în momentul de față (2018).
Denumirea  micologului francez Marcel Bon Russula fagetorum este acceptată sinonim, dar, fiind nefolosită, poate fi neglijată.

## Descriere
- Pălăria:  are un diametru de 4-9 cm, este inițial bombată ca apoi treptat să fie plată, deseori adâncită, cu marginea netedă, în vârstă uneori ceva striată, întâi răsfrântă spre picior, apoi complet întinsă. Cuticula este netedă, catifelată și ușor lipicioasă, prezentând culori de la purpuriu la roșu aprins, uneori alb pătată, în tinerețe adesea oară rimată cu un rapăn albicios, înălbind la bătrânețe câteodată în centru. Ea poate fi îndepărtată până la jumătate. La umezeală, după ploaie poate să se decoloreze albui. Coloritul cărnii imediat sub cuticulă este roșiatic.
- Lamelele: sunt la început foarte dese și fragile, repede bombate și bifurcate precum ușor aderente la picior, fiind de culoare albă, uneori cu un reflex albăstrui.
- Piciorul: are o lungime de 3-7 cm și o grosime de 1-1,3 cm, este cilindric, câteodată puțin îngroșat la bază, plin, foarte consistent și fragil, deseori cu aspect slab zgrunțuros. Piciorul nu poartă manșetă și este de culoare albă, la bază deseori gri.
- Carnea: este albă, sub cuticulă roșie, tânără foarte compactă și tare, la maturitate fragilă, cu un miros fructuos, un pic ca de miere uscată sau nuci de cocos și gust extrem de iute.
- Caracteristici microscopice: are spori albi, rotunjori până elipsoidali, mai mici și mai ascuțit-reticulari și verucoși decât cei ai Russula emetica, având o mărime de 7-9 x 6-6,5 microni.[3][4]
- Reacții chimice: Buretele se decolorează cu hidroxid de potasiu imediat palid galben-maroniu, cu sulfat de fier (II) gr-roșiatic până galben-maroniu și cu tinctură de Guaiacum după zece secunde albastru închis.[3]

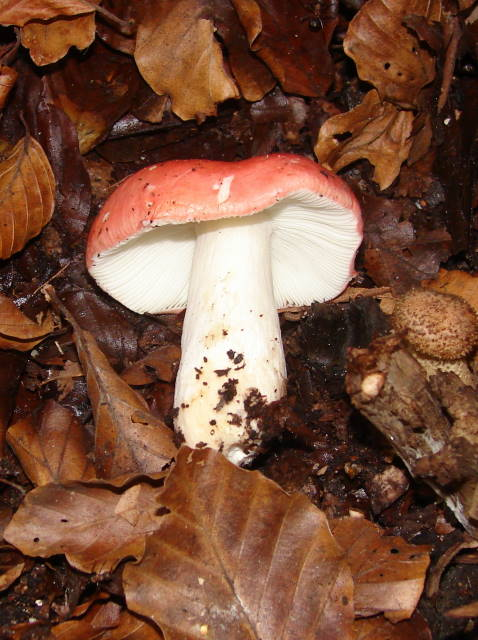
R. nobilis mai tânără: lamele și picior
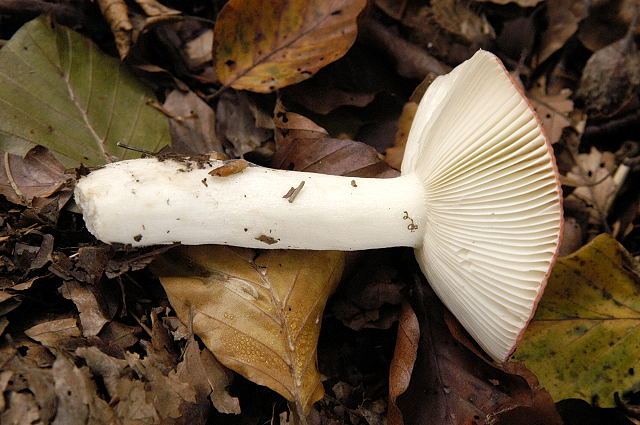
R. nobilis mai în vârstă: lamele și picior
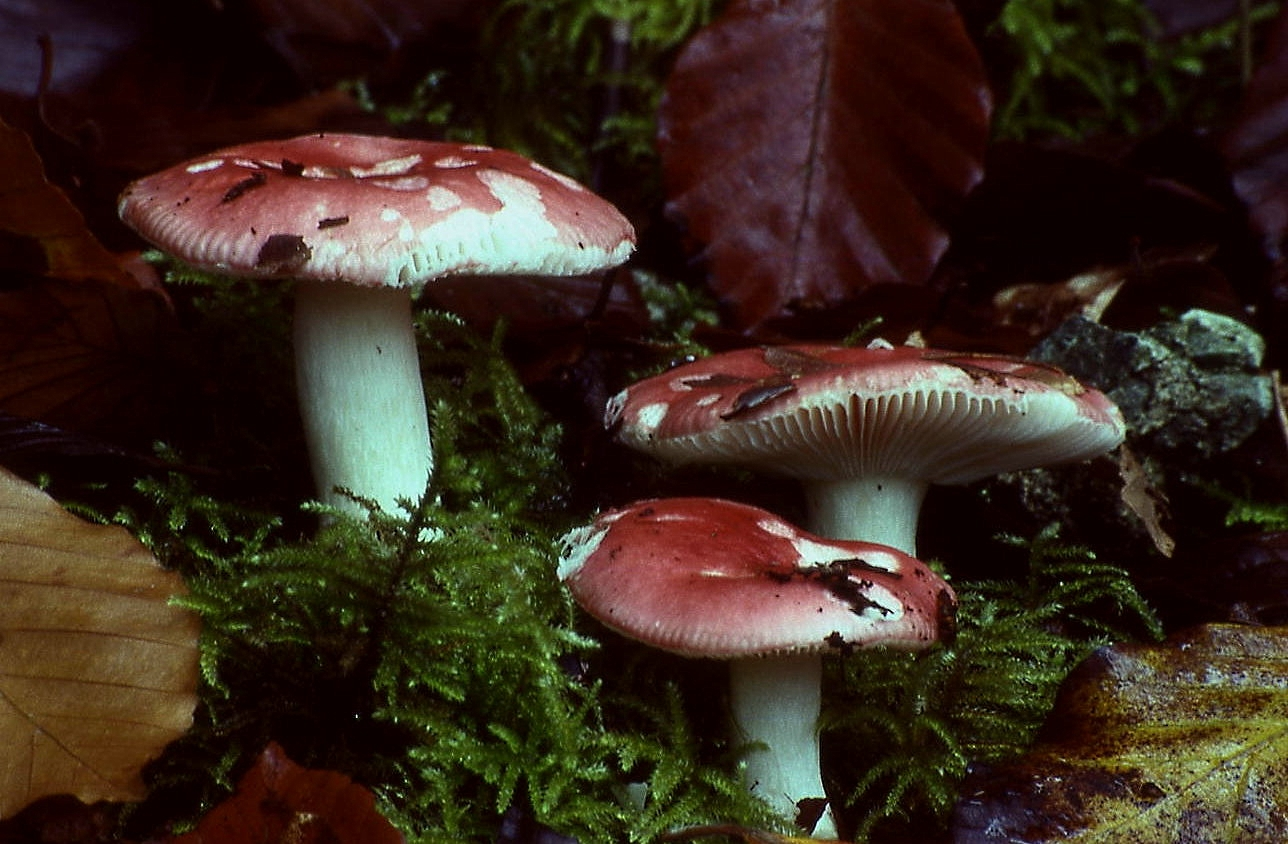
R. nobilis în purpuriu
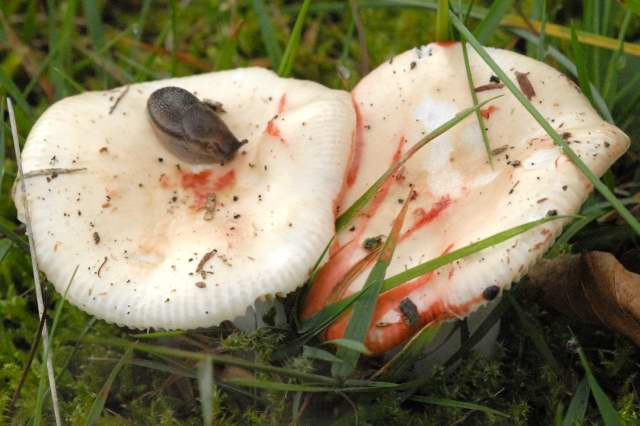
R. nobilis decolorată

## Toxicitate

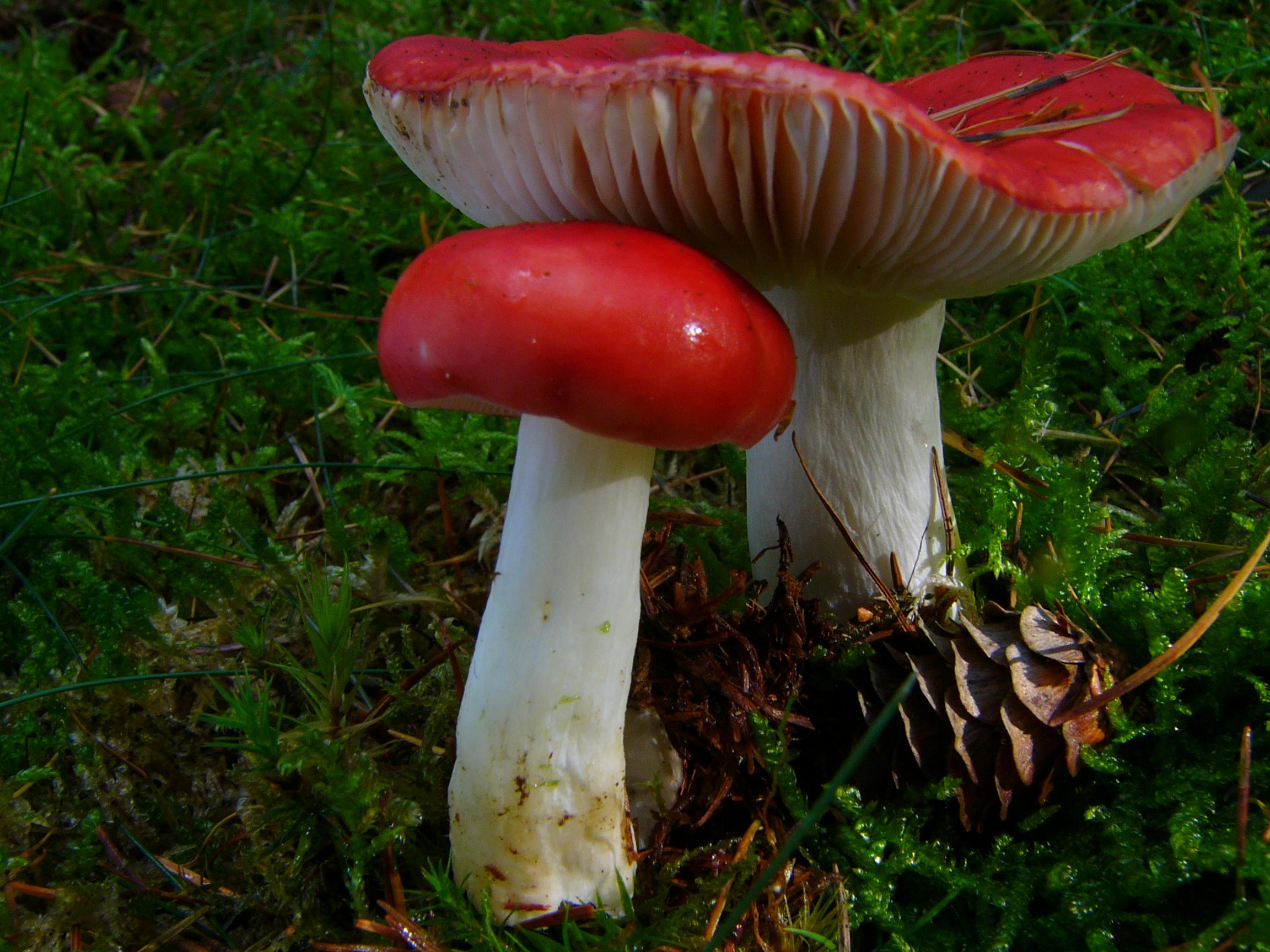
R. emetica

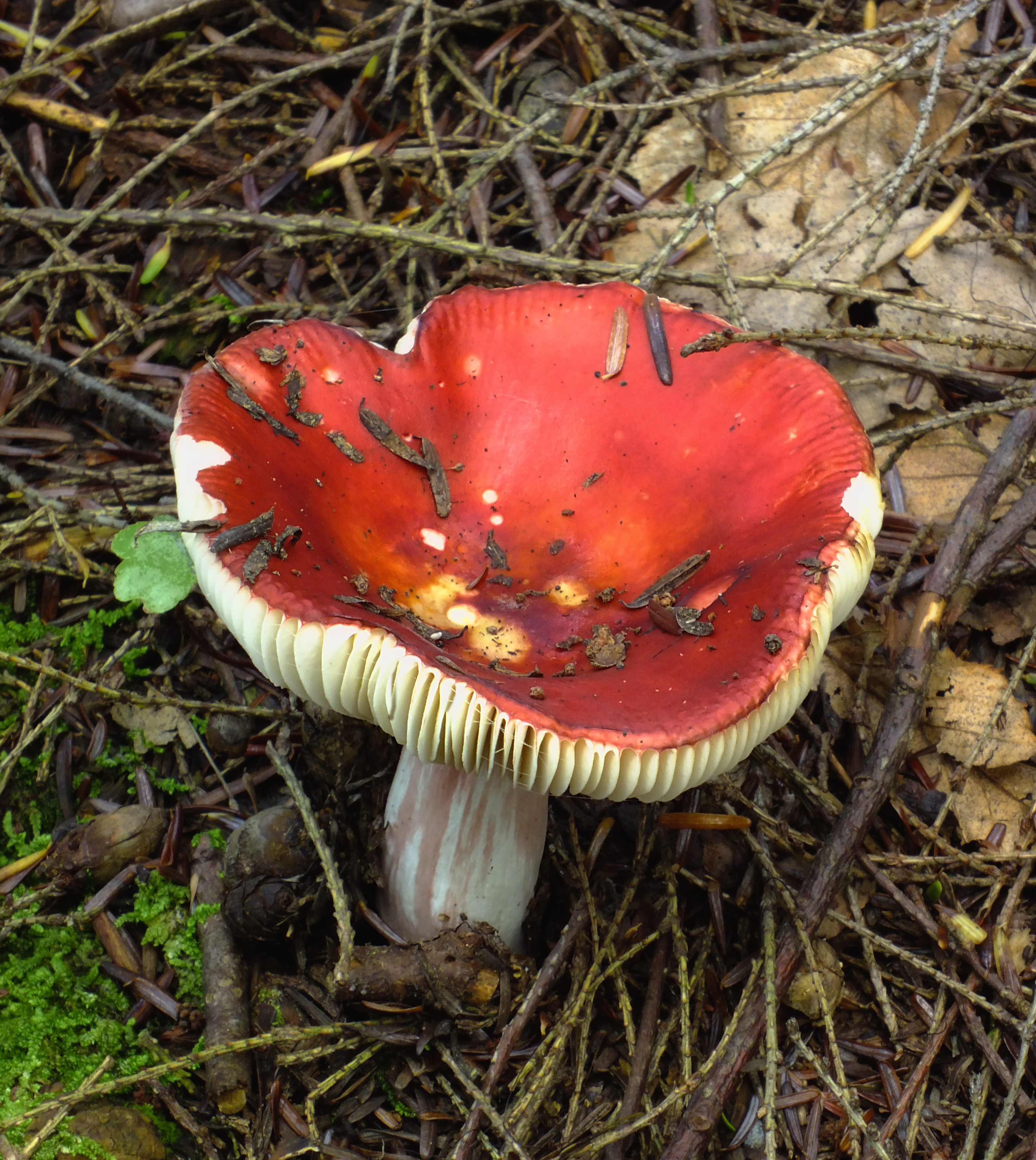
R. silvicola

Toxicologia acestei ciuperci otrăvitoare nu se poate descrie exact, fiind cuprinsă sub termenul sindrom resinoidian. Nu este posibil de a detoxifica-o prin fierbere, uscare sau sărare cum se poate citi câteodată. Foarte periculos este consumul crud pentru a dovedi de exemplu cuiva suportarea iuțimii. Dacă consumat în doze mai mari (iuțimea se pierde ceva în timpul preparării), simptomele s-ar arata foarte repede, deja un sfert de oră după consum, prin slăbiciune, anxietate, amețeală care sunt atât de puternice, încât statul în picioare devine imposibil, urmat de stări de greață și vărsături, probleme acute și severe la nivel gastrointestinal cu crampe și diaree. Pentru a atenua tulburările se recomandă băut de lapte rece și comprese calde la nivelul abdomenului. Adesea oară se prezentă dificultăți respiratorii care sunt periculoase pentru bolnavi de plămâni.
Acest burete nu este atât de otrăvitor ca vinețica focului. Chiar dacă s-ar pierde unul într-o ciulama de ciuperci, o otrăvire n-ar fi de așteptat.

## Confuzii
Vinețica nobilă se poate confunda cu alte soiuri otrăvitoare sau necomestibile ca de exemplu cu Russula emetica, Russula grisescens, Russula queletii (otrăvitoare), și Russula silvicola sin. Russula silvestris sau cu necomestibilele Russula luteotacta, Russula mesospora sin. Russula intermedia, Russula persicina, Russula pseudointegra, Russula rhodopus, Russula rubra respectiv Russula sanguinea.
De asemenea, Russula nobilis poate fi confundată cu specii comestibile cum sunt Russula aurea, Russula decipiens, Russula decolorans, Russula integra, Russula lepida sin. Russula rosacea, Russula paludosa, Russula vesca (se decolorează cu sulfat de fier portocaliu-roșu) sau Russula xerampelina.

## Ciuperci asemănătoare

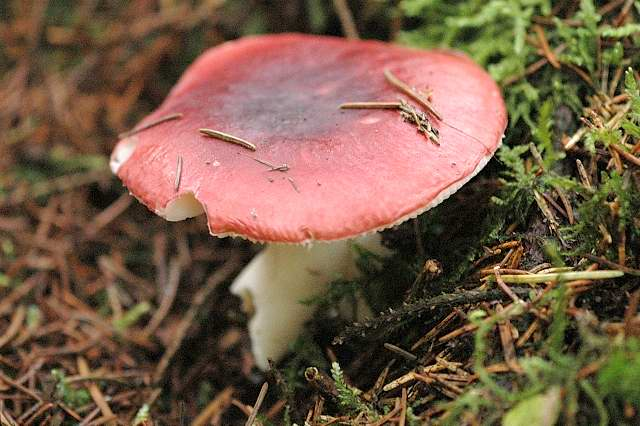
!Russula.badia!
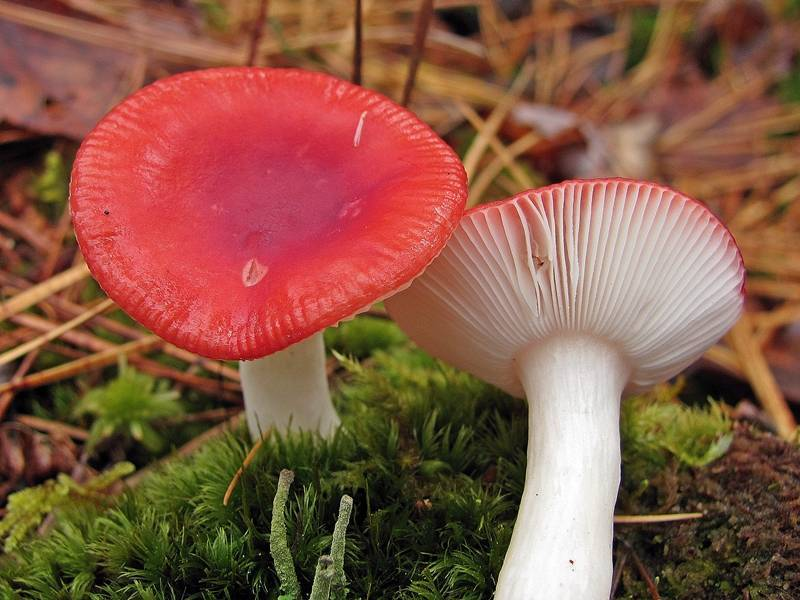
!Russula grisacea!
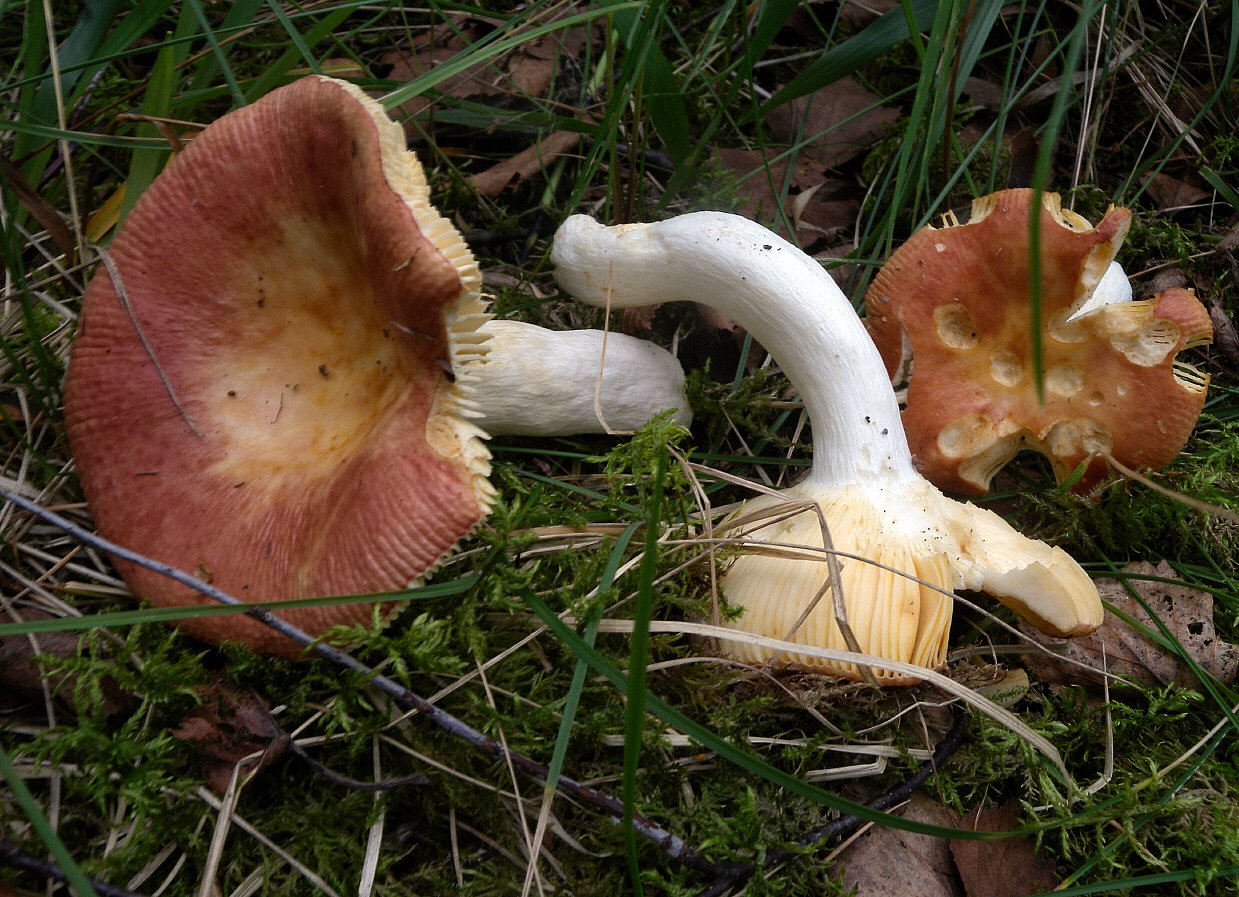
!Russula mesospora!
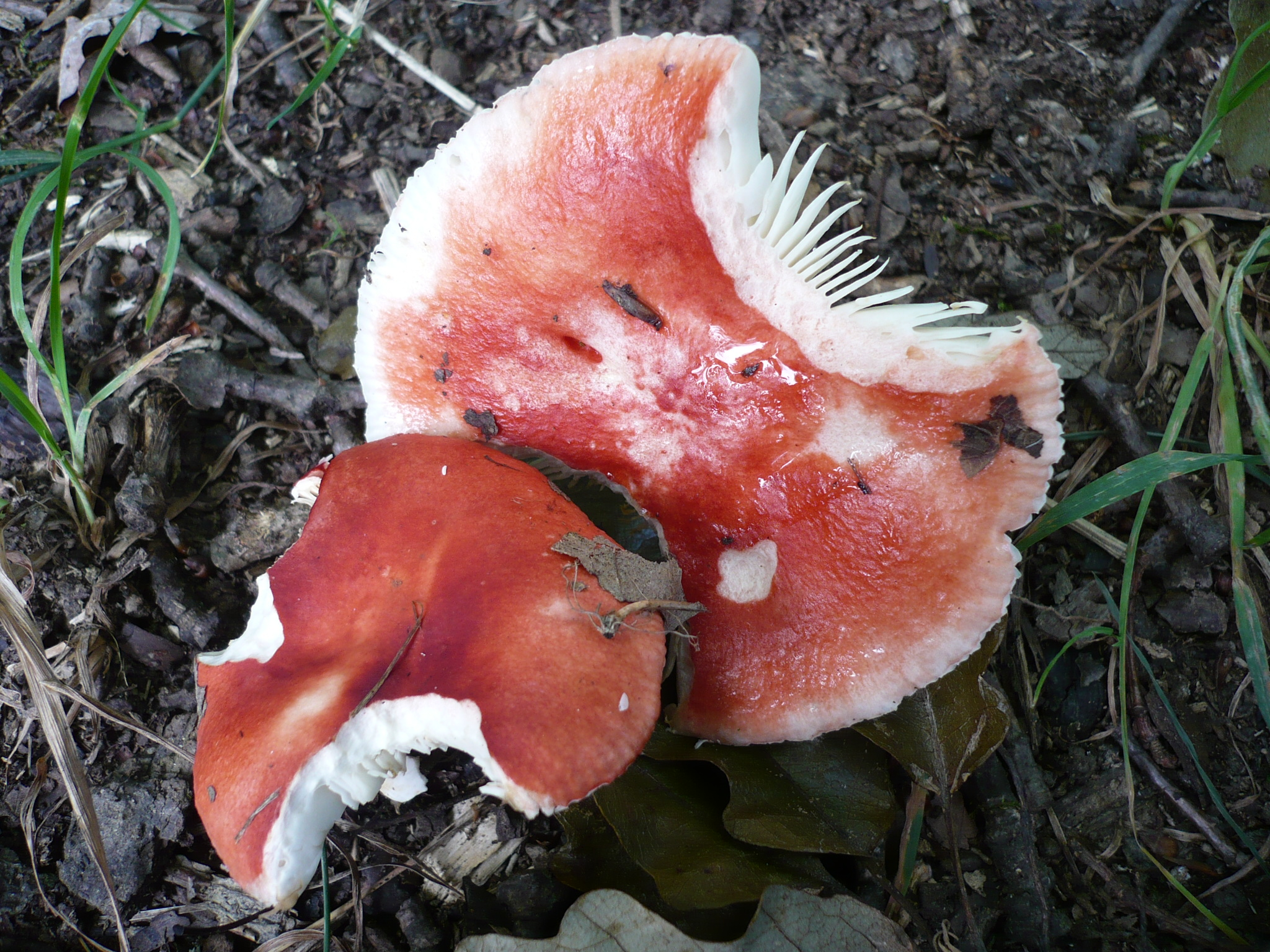
!Russula luteotacta!
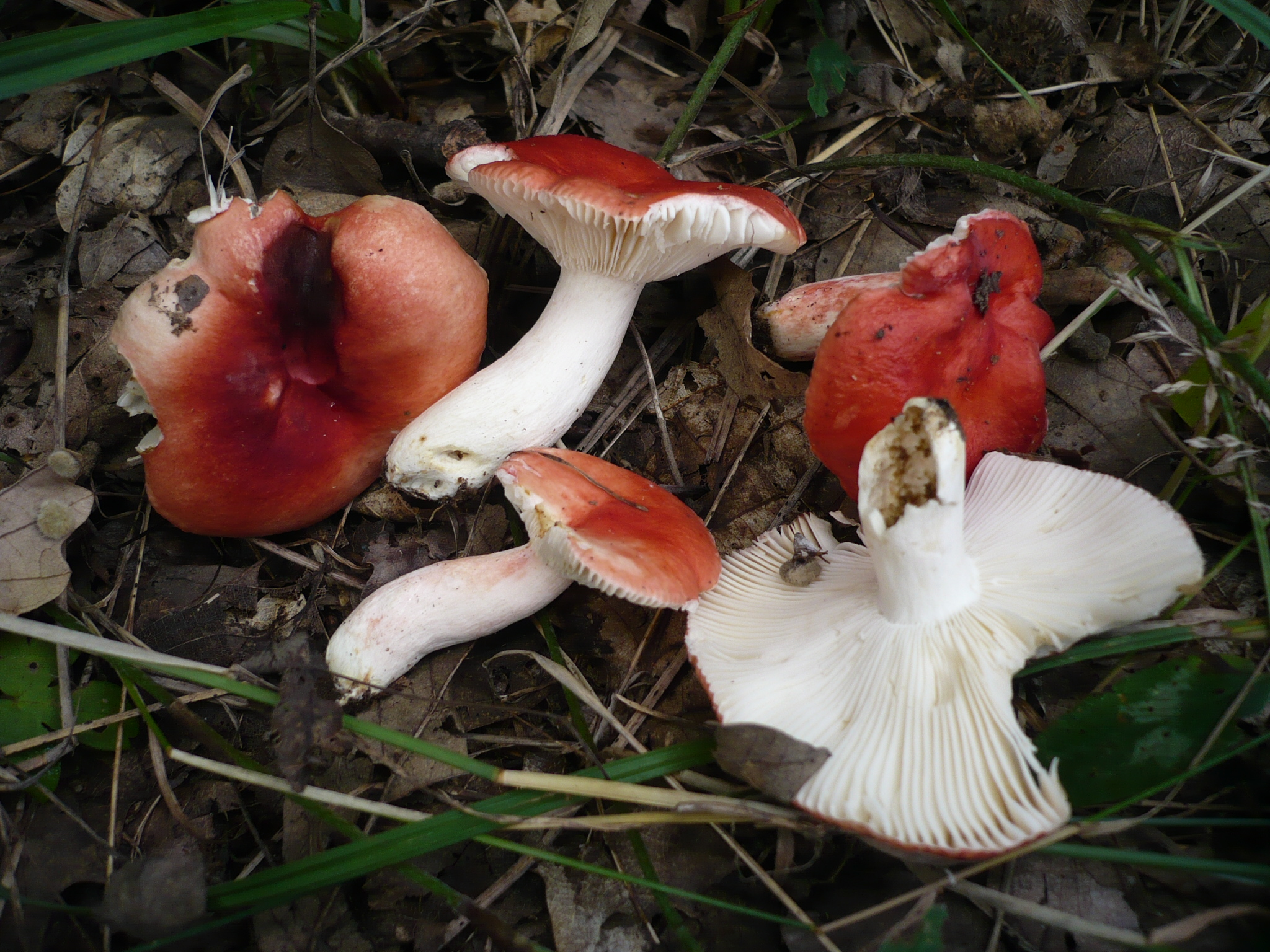
!Russula persicina!
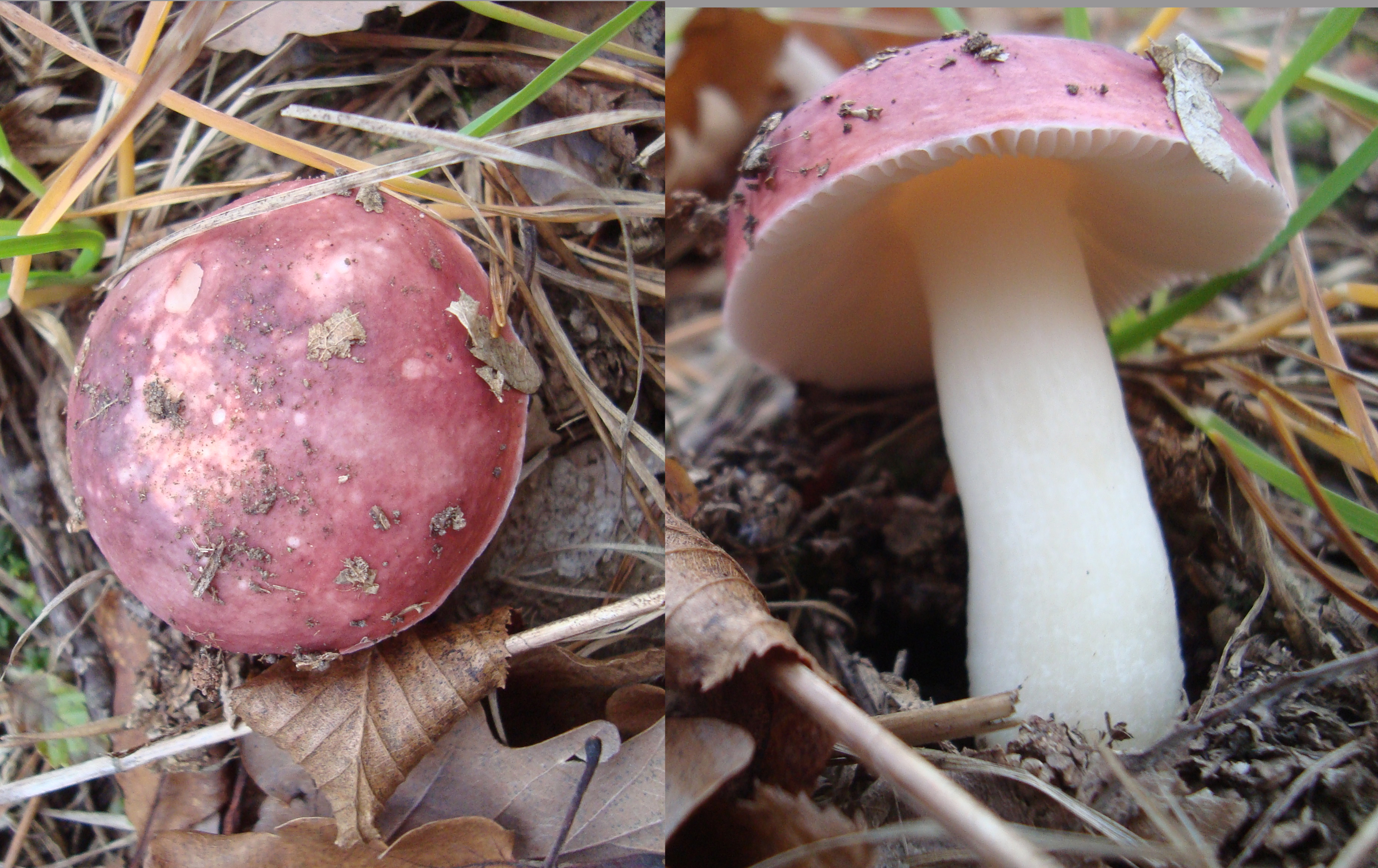
!Russula pseudointegra!
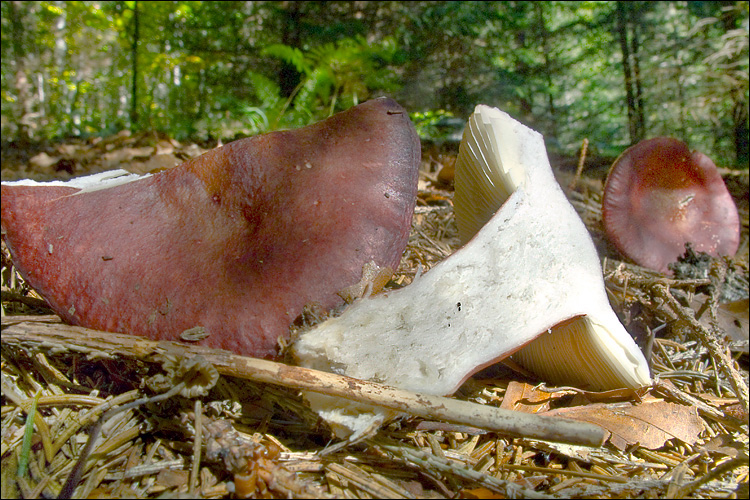
!!Russula queletii!!
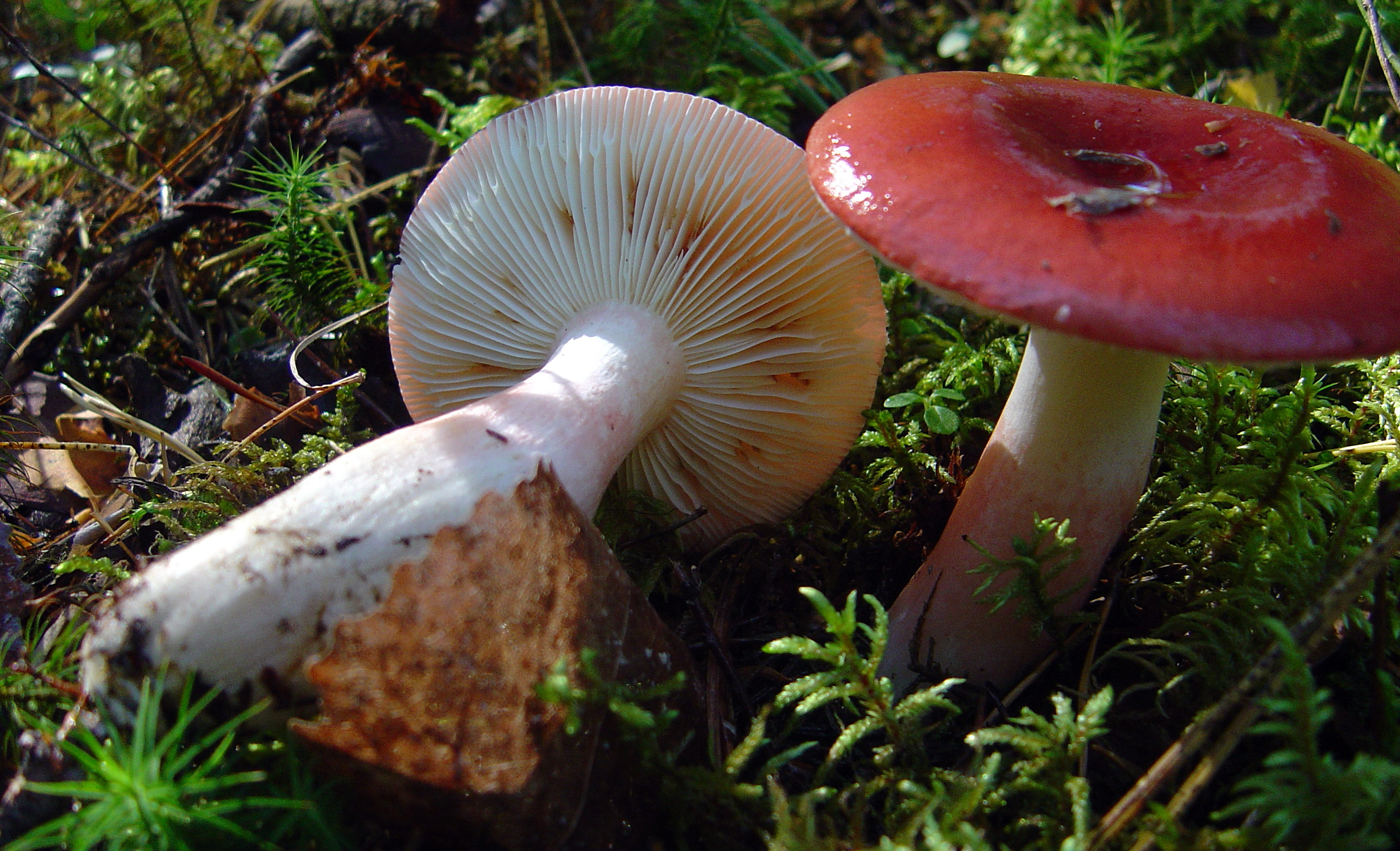
!Russula rhodopus!
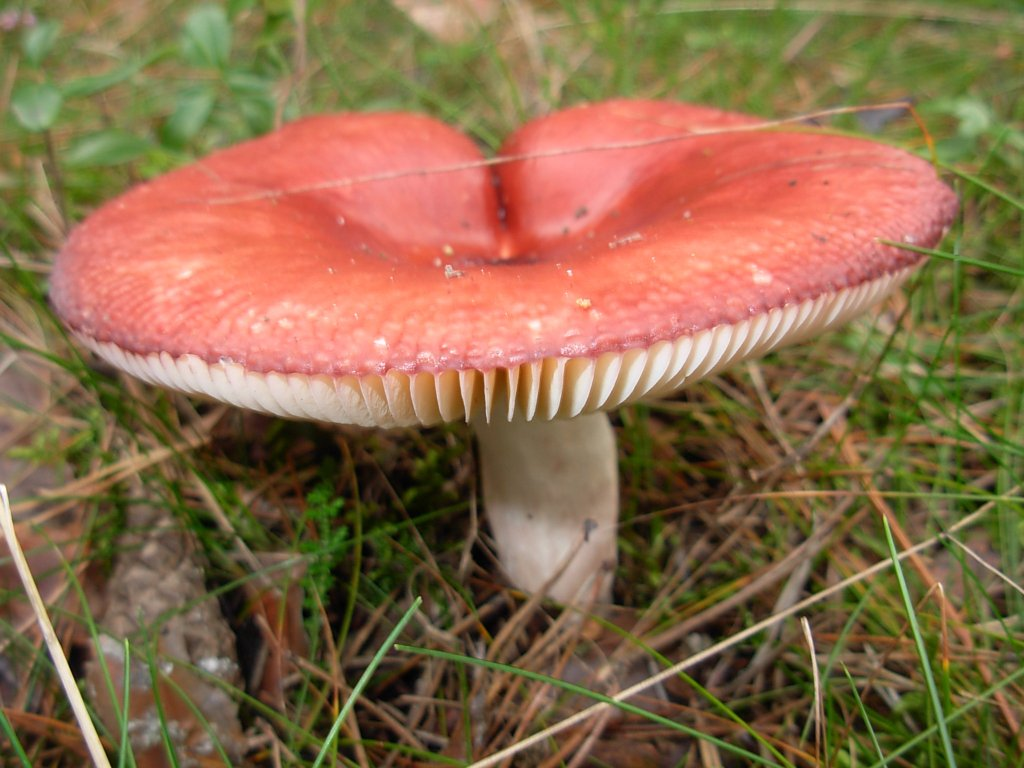
!Russula rubra!
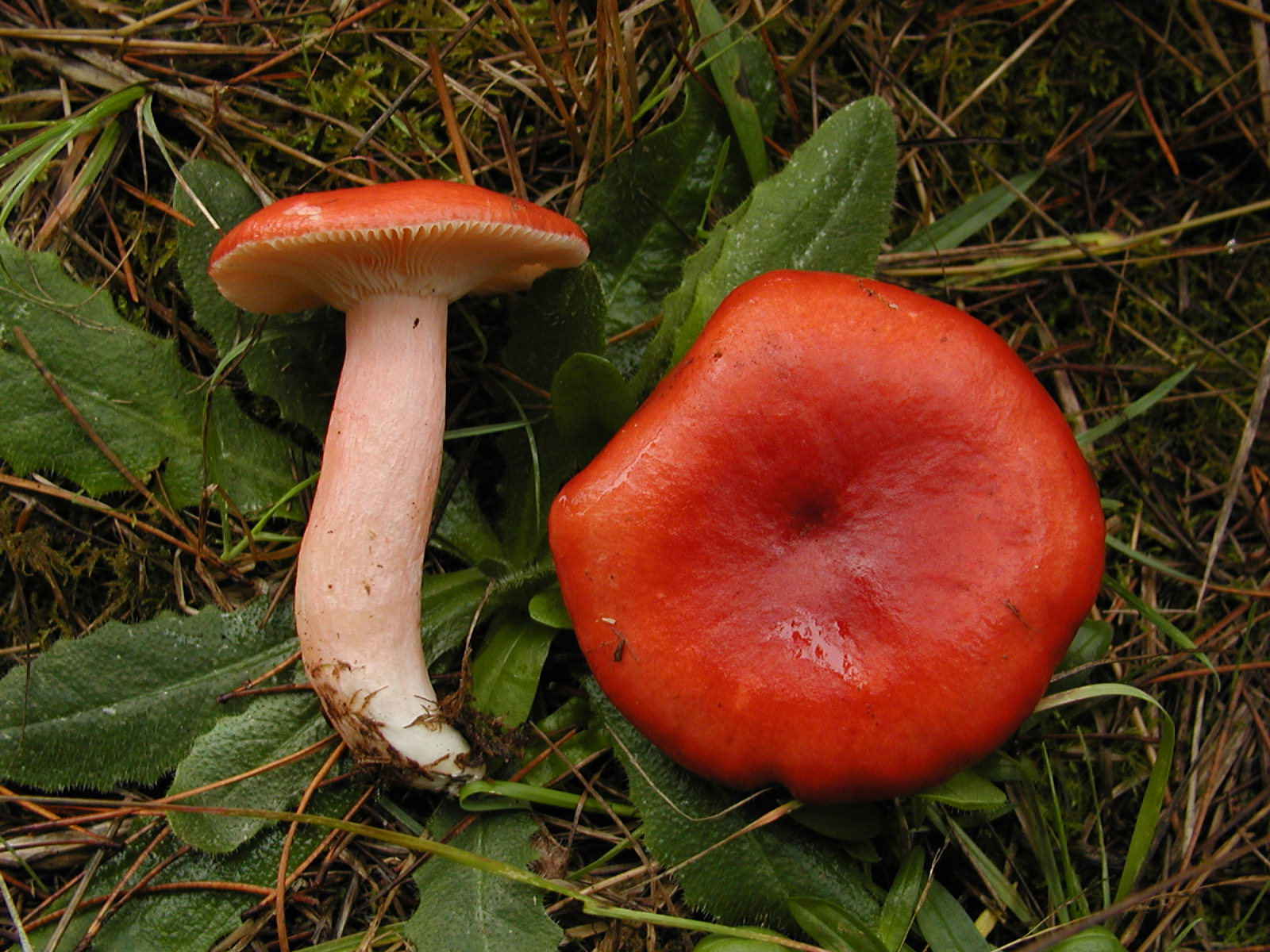
!Russula sanguinea!

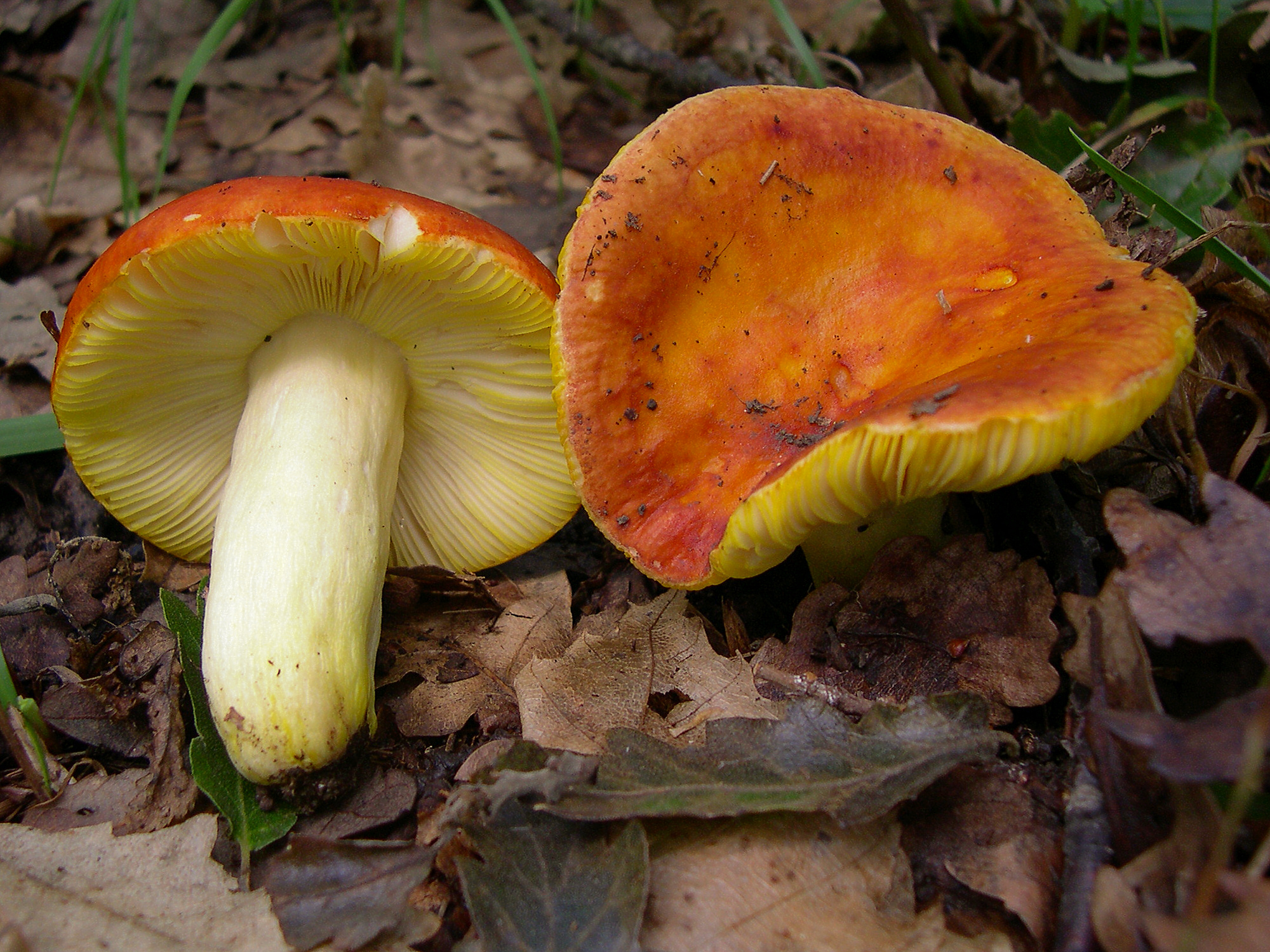
Russula aurea
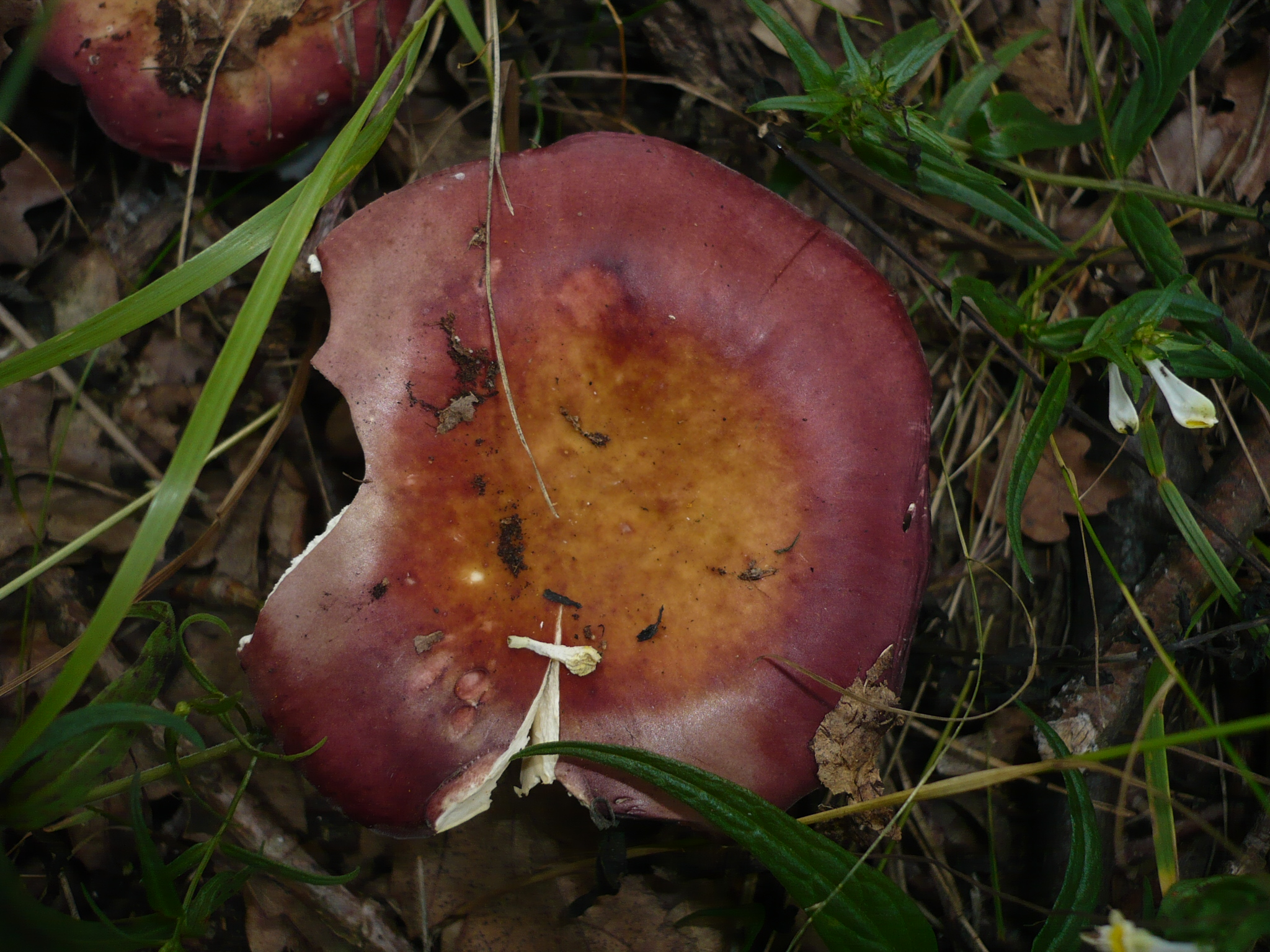
Russula decipiens
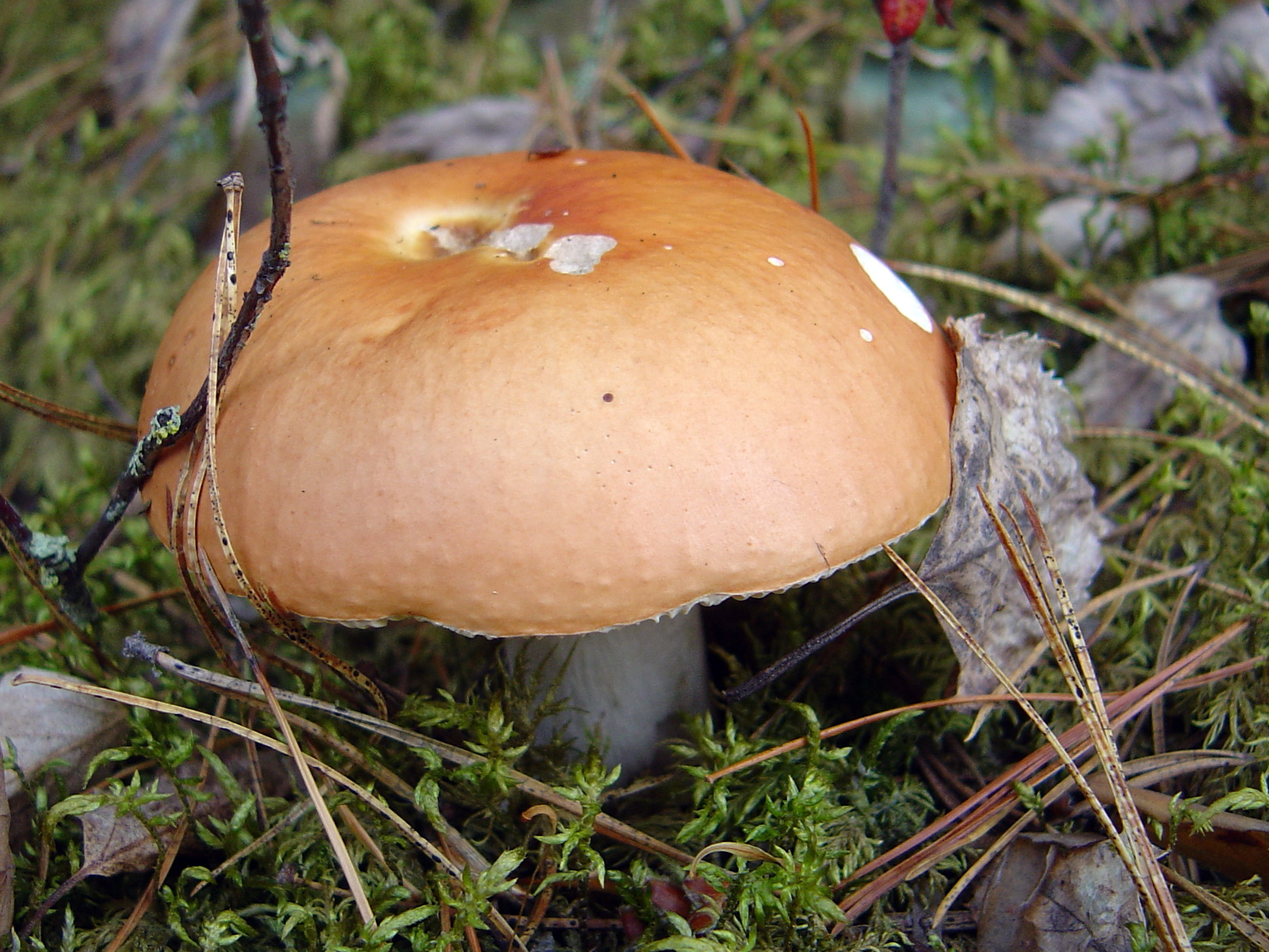
Russula decolorans
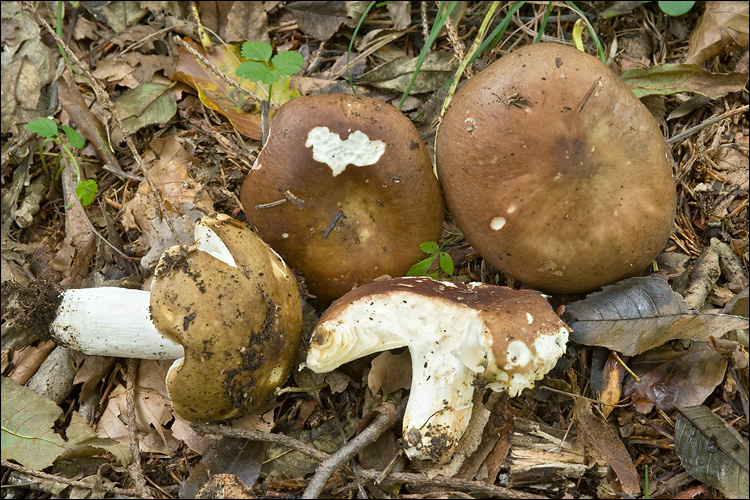
Russula integra
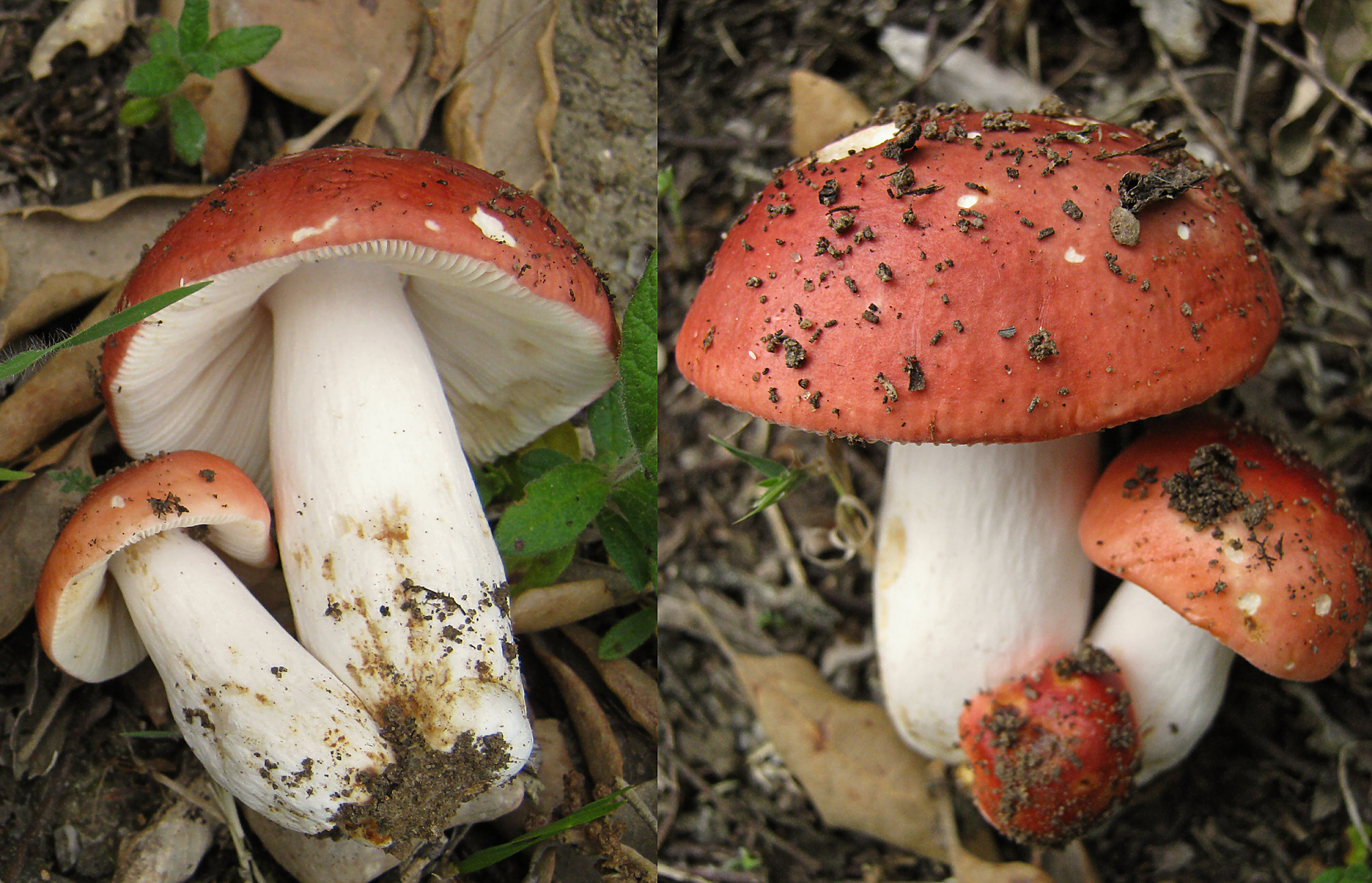
Russula lepida
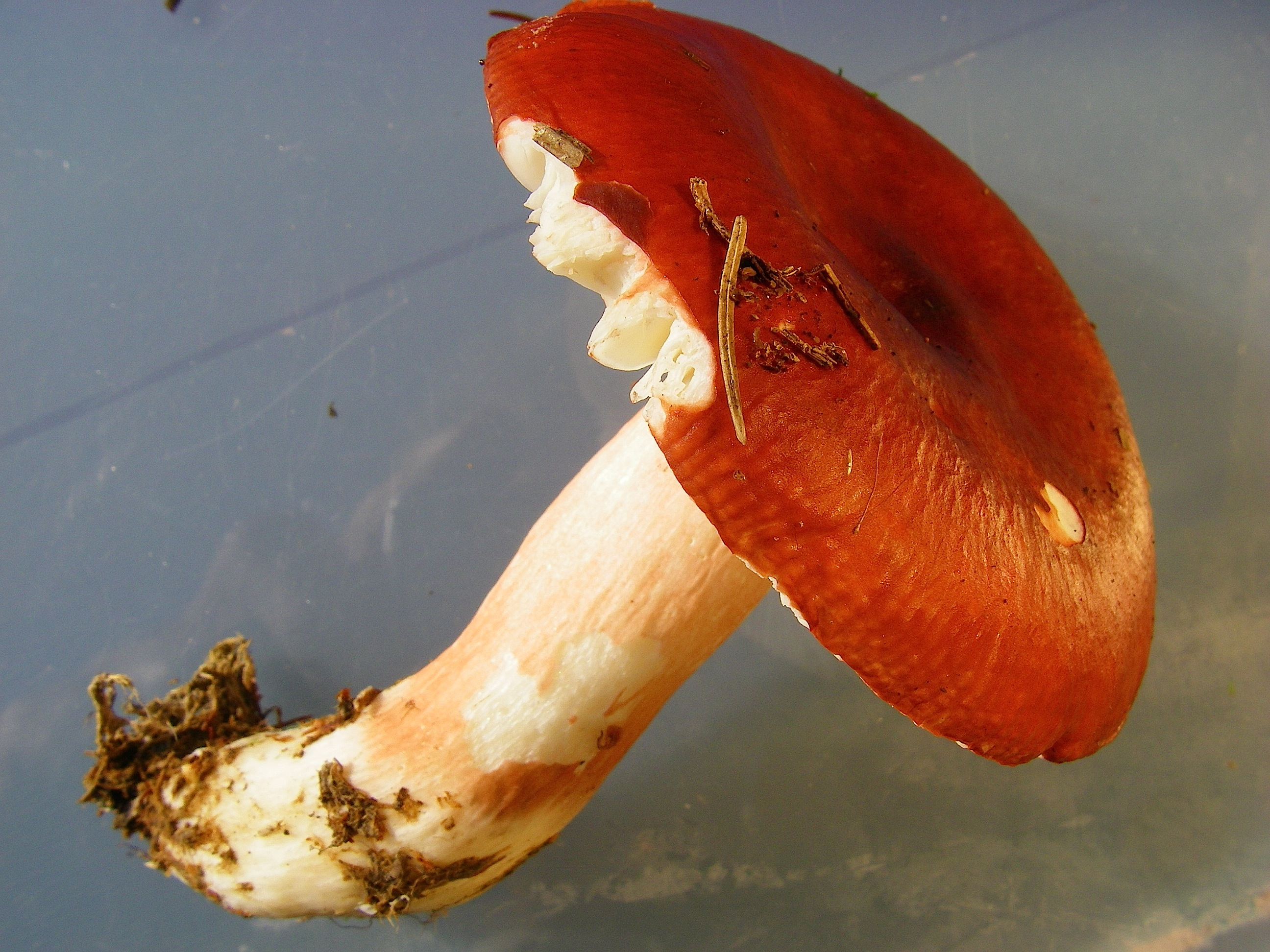
Russula paludosa
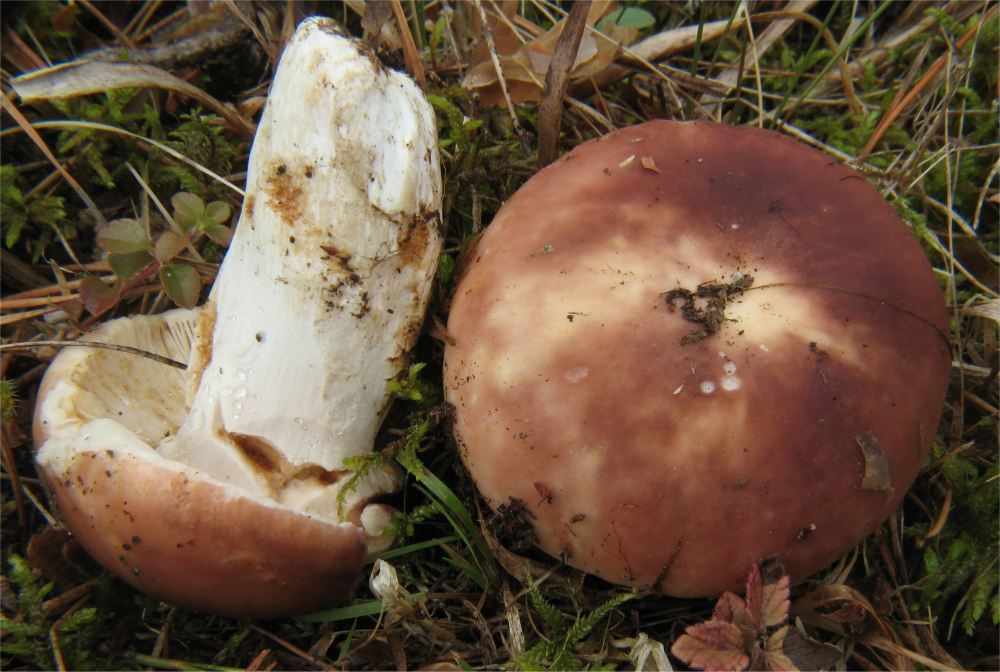
Russula vesca
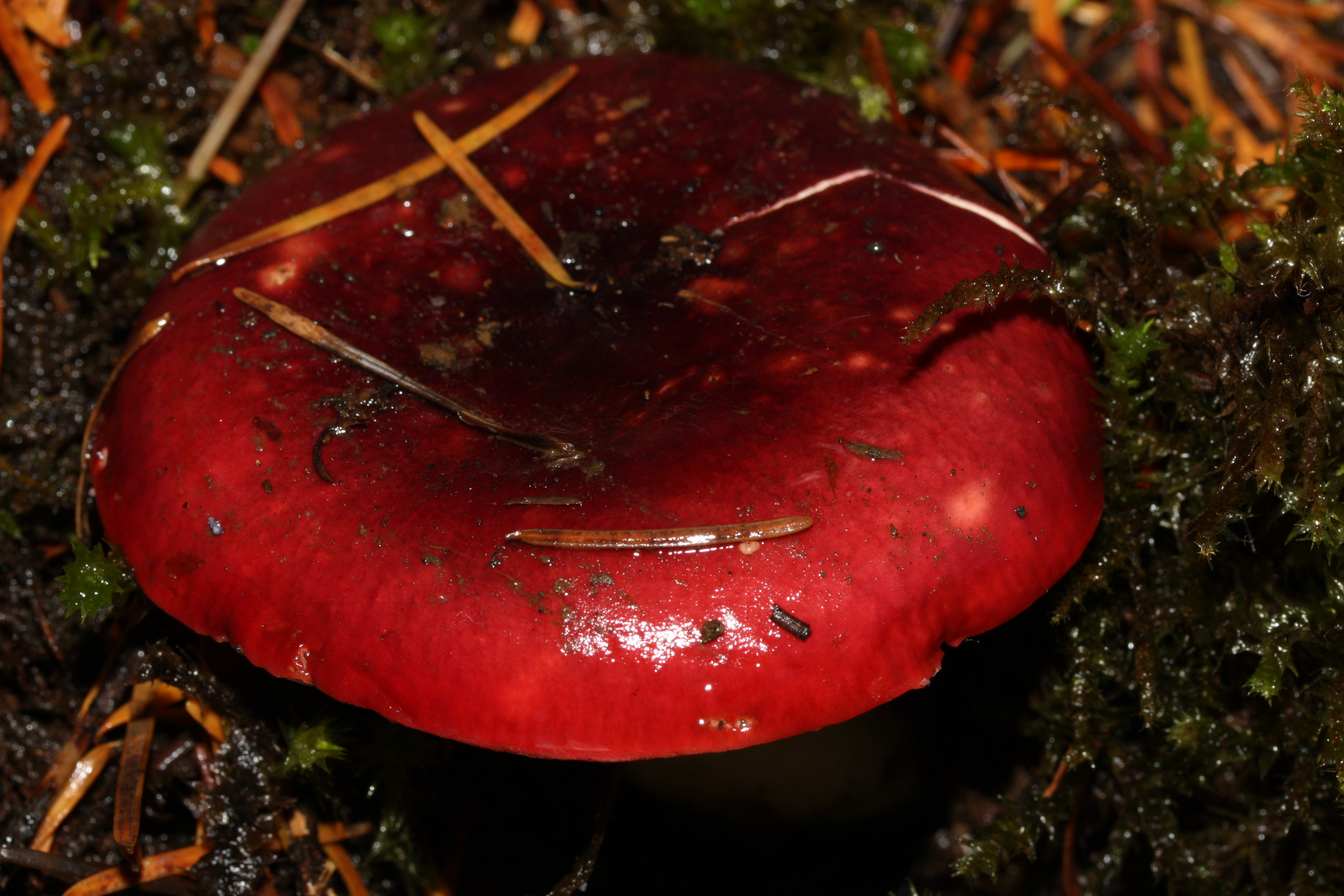
Russula xerampelina